# القبلي (دوعن)

'

تعديل مصدري - تعديل

القبلي هي إحدى قرى عزلة صيف بمديرية دوعن التابعة لمحافظة حضرموت، بلغ تعداد سكانها 596 نسمة حسب تعداد اليمن لعام 2004.